# Tuluksak
Tuluksak ist ein Ort und ein census-designated place (CDP) in der Bethel Census Area in Alaska in den Vereinigten Staaten. Von 1970 bis 1997 war Tuluksak eine City. Das U.S. Census Bureau hatte bei der Volkszählung 2020 eine Einwohnerzahl von 444 ermittelt. Das Eskimo-Dorf liegt im Yupik-Sprachenraum.

## Geographie
Tuluksak befindet sich im Südwesten von Alaska am linken Flussufer des Tuluksak River, 2 km oberhalb dessen Mündung in den Kuskokwim River. Der Ort befindet sich 55 km nordöstlich vom Verwaltungszentrum Bethel. Der etwa sechs Meter über dem Meeresspiegel gelegene Ort befindet sich im Yukon-Kuskokwim-Delta. Das Gemeindegebiet ist vom Schutzgebiet Yukon Delta National Wildlife Refuge umgeben. 1,7 km südöstlich vom Ort befindet sich der neue Flugplatz Tuluksak (⊙). Dieser ersetzt seit Mitte der 2010er Jahre den alten Flugplatz, dessen noch vorhandene Landebahn direkt am südwestlichen Ortsrand liegt. Flussabwärts am Kuskokwim River befindet 25 km südwestlich Akiak. Flussaufwärts befindet sich 55 km nordöstlich Lower Kalskag.

## Geschichte
Der Ortsname erschien erstmals 1861 als „Tul'yagmyut“, ein Eskimo-Wort mit der Bedeutung „bezogen auf Eistaucher“. Beim Zensus im Jahr 1880 lebten 150 Menschen in dem Dorf. Am 28. Oktober 1970 wurde Tuluksak eine City. Am 7. März 1997 wurde der Gemeindestatus wieder aufgegeben. Der Ort ist seither ein census-designated place. Heute lebt die Bevölkerung von Tuluksak von Fischfang und Subsistenzwirtschaft. Der Verkauf, die Einfuhr und der Besitz von Alkohol sind in Tuluksak verboten.

## Demografie
Zum Zeitpunkt der Volkszählung im Jahre 2020 (U.S. Census 2020) hatte Tuluksak 444 Einwohner auf einer Landfläche von 7,58 km². Von den Einwohnern waren 13 Weiße sowie 416 amerikanisch-indianischer Abstammung.
Beim Zensus im Jahr 2000 wurden 428 Einwohner gezählt, 2010 waren es 373.